# Parmena bicincta
Parmena bicincta (лат.) — вид жуков-усачей рода Parmena из семейства ламиин (Cerambycidae). Эндемик Европы.

## Распространение
Встречаются в Восточной Европе, в таких странах как Албания, Босния и Герцеговина, Хорватия, Черногория, а по данным Fauna Europaea также на территории бывшей Югославии и на карте ареала обозначены ещё и Сербия. Включён в состав трибы Parmenini из подсемейства Lamiinae.

## Описание
Жуки-усачи мелких размеров, длина тела от 5 до 9 мм. Время лёта взрослой стадии развития с марта по сентябрь. Вид был впервые описан в 1849 году немецким энтомологом Heinrich Carl Küster (Heinrich Carl Küster;  1807–1876), по материалам из типовой местности «Dalmatien, bei Cattaro und Ragusa».

## Развитие
Жизненный цикл вида длится один год. В искусственных условиях жуки были выращены из личинок, найденных на стеблях молочая вида Euphorbia wulfenii (Euphorbiaceae). Также среди растений-хозяев указаны Ficus carica (Moraceae), Agave americana (Agavaceae) и Crihtmum maritimum (Apiaceae).